# Vlag van Harkema

Vla van Harkema

De vlag van Harkema is de dorpsvlag van het Nederlandse dorp Harkema, in de Friese gemeente Achtkarspelen. De vlag werd in 1992 geregistreerd.

## Beschrijving
De beschrijving van de vlag is als volgt:
In wit een rode broekingsdriehoek, rakend aan de vluchtzijde, de driehoek met een groene zoom van 1/10 vlaghoogte en belegd met een gele klimmende leeuw van 17/30 vlaghoogte.
De kleuren zijn afkomstig van het dorpswapen.

## Symboliek
- Rode driehoek: verwijst naar de heide die in het gebied aanwezig was.[2]

Leeuw: ontleend aan het wapen van de familie Harckema, de naamgever van het dorp.